# أرنيل ياكوبوفيتش
أرنيل ياكوبوفيتش (بالألمانية: Arnel Jakupović) هو لاعب كرة قدم نمساوي في مركز الهجوم، ولد في 29 مايو 1998 في النمسا. شارك مع منتخب النمسا تحت 21 سنة لكرة القدم. أما مع النوادي، فقد لعب مع نادي إمبولي ونادي ميدلزبره.

## وصلات خارجية
- أرنيل ياكوبوفيتش على موقع الاتحاد الأوربي (الإنجليزية)
- أرنيل ياكوبوفيتش على موقع قاعدة بيانات كرة القدم.إي يو (الإنجليزية)
- أرنيل ياكوبوفيتش على موقع Soccerway.com (الإنجليزية)
- أرنيل ياكوبوفيتش على موقع عالم كرة القدم.نت (الإنجليزية)